# Drapeau des Tuvalu
Le drapeau des Tuvalu a été adopté en 1978 après la séparation d'avec les îles Gilbert (devenues République des Kiribati) en 1976. Comme ceux de plusieurs pays et territoires liés ou anciennement liés au Royaume-Uni, le drapeau adopte le modèle du Blue Ensign (pavillon bleu avec les croix du Royaume-Uni dans le canton en haut à la hampe). L'ancien drapeau s'inspirait aussi du drapeau du Royaume-Uni et incorporait les armoiries créées par Sir Arthur Grimble en 1932.

## Description

Interprétation des étoiles.

Le drapeau actuel a été créé par Vione Natano. Le fond du drapeau, tout comme celui du drapeau des Fidji, est bleu azur, symbolisant la couleur de l'océan. Les neuf étoiles dans la partie flottante du drapeau représentent les neuf îles des Tuvalu. La largeur d'une étoile représente un douzième de la largeur du drapeau.
La position géographique des étoiles est correcte quand le drapeau est accroché vers le bas (en raison de la position astronomique dans le ciel). Les orientations des étoiles sont différentes : quatre ont la pointe en haut, cinq ont la pointe en bas.
Le drapeau d'État est légèrement différent ; outre la couleur qui s'approche plus des tons turquoise, les armoiries sont disposées sous le canton.

## Historique

Drapeau des Tuvalu du 1 octobre 1976 au 1 octobre 1978.

Avant la proclamation du royaume le 1er octobre 1975, les Tuvalu faisaient partie de la colonie britannique des îles Gilbert et Ellice. La séparation fut effective à partir de 1976 et un nouveau drapeau fut adopté le 1er octobre : drapeau classique du Blue Ensign avec le blason du royaume intégré dans un disque blanc.

Drapeau éphémère à 8 étoiles utilisé en 1995.

Le 1er octobre 1978, c'est le drapeau actuel qui fut choisi. Pourtant, la suppression de l'emblème du Royaume-Uni fut discutée dès les années 1980, afin de s'affirmer comme libre et indépendant. Le 1er octobre 1995, le drapeau perdit déjà une étoile. En effet, huit et non pas neuf car l'origine du mot Tuvalu signifie « huit ensemble » en tuvaluan, l'île de Niulakita était inhabitée avant 1950. Ce drapeau ne fut conservé que deux mois.

Drapeau utilisé entre 1995 et 1997.

En janvier 1996, le drapeau fut à nouveau changé sous l'impulsion du Premier ministre de l'époque, Kamuta Latasi. Le drapeau créé par Filemoni Panisi était composé de :
- cinq bandes horizontales rouge, blanche, bleue, blanche et rouge de largeurs inégales ;
- un triangle blanc sur le guindant surmonté des armoiries du royaume ;
- huit étoiles blanches à cinq branches symbolisant les atolls.

Latasi était un républicain, et souhaitait abolir la monarchie. Le pays étant un royaume du Commonwealth, la reine des Tuvalu est en effet la reine Élisabeth II. Ce titre est néanmoins distinct et séparé de sa position en tant que reine du Royaume-Uni, et l'État britannique n'a aucune autorité sur les Tuvalu. La population fut hostile à ce changement et les habitants de Niutao allèrent jusqu'à dérober le drapeau qui y avait été hissé. Le drapeau fut souvent boycotté lors des différents festivals. Bikenibeu Paeniu lança une campagne pour renverser Latasi et conserver le statut de monarchie.
Le drapeau fut donc restauré le 11 avril 1997, dès l'élection de Paeniu au poste de Premier ministre.